# Þorgerður Katrín Gunnarsdóttir

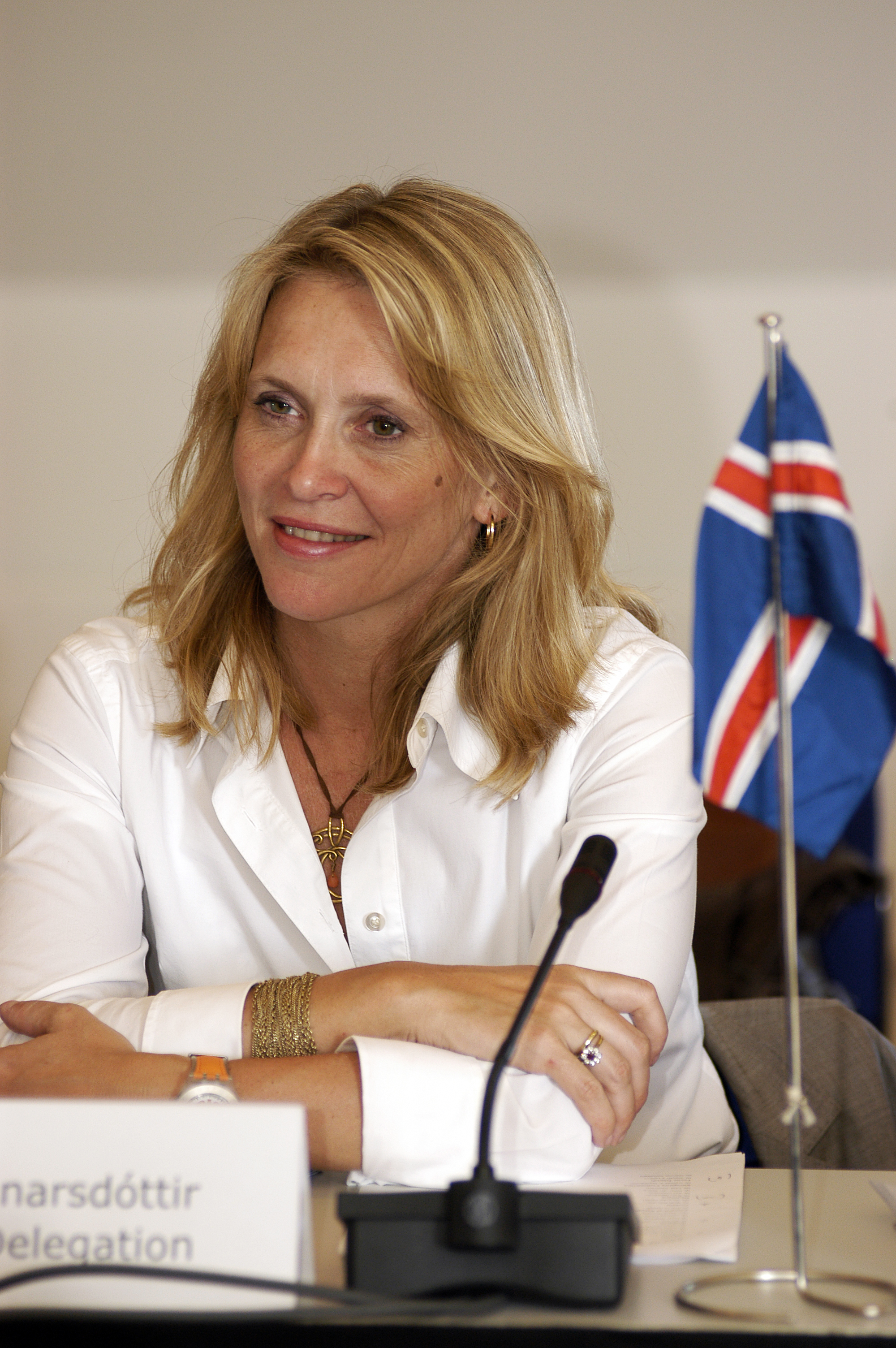
Þorgerður Katrín Gunnarsdóttir (2005)

Þorgerður Katrín Gunnarsdóttir [ˈθɔrcɛrðʏr̥ ˈkʰaːtriːn ˈkʏnːar̥sˌtoʊhtɪr̥] (deutsche Transkription Thorgerdur Katrin Gunnarsdottir, * 4. Oktober 1965 in Reykjavík) ist eine isländische Politikerin und seit dem 21. Dezember 2024 Außenministerin Islands im Kabinett Kristrún Frostadóttir. Sie gehörte erstmals von 1999 bis 2013 dem isländischen Parlament Althing an und war von 2004 bis 2009 Ministerin für Bildung, Wissenschaft und Kultur. Außerdem war sie von 2005 bis 2010 Vize-Vorsitzende der Unabhängigkeitspartei. Inzwischen gehört sie der Partei Viðreisn an und ist seit der Parlamentswahl vom 29. Oktober 2016 wieder Mitglied des Althing. Von Januar bis November 2017 war sie Ministerin für Fischerei und Landwirtschaft im isländischen Ministerium für Wirtschaft und Innovation. Am 11. Oktober 2017 übernahm sie den Parteivorsitz von Viðreisn von Benedikt Jóhannesson.

## Leben
Þorgerður Katrín schloss 1993 ihr Studium der Rechtswissenschaften an der Universität Islands ab und war anschließend in einer Rechtsanwaltskanzlei tätig. Von 1993 bis 1999 war sie beim isländischen Rundfunk tätig, als Direktorin der Abteilung für Soziales und Aktuelles. Von 1999 bis 2013 war sie Mitglied des isländischen Parlaments, zuerst für den damaligen Wahlkreis Reykjanesskagi, seit 2003 für den Südwestlichen Wahlkreis.
Obwohl die Unabhängigkeitspartei, der sie damals angehörte, sich gegen einen Beitritt Islands zur EU positioniert hat, sagte sie 2008 in einem Interview, dass in Zeiten der Finanzkrise Island keine andere Wahl hätte, als der EU beizutreten.
Bei der Parlamentswahl in Island 2016 trat Þorgerður Katrín Gunnarsdóttir erfolgreich als Kandidatin für die neue Partei Viðreisn an. Sie führte die Parteiliste für den Südwestlichen Wahlkreis an. Seit dem 11. Januar 2017 gehörte sie dem Kabinett Bjarni Benediktsson (2017) an, das aus Mitgliedern der Unabhängigkeitspartei sowie von Viðreisn und Björt framtíð bestand. Sie war darin als Inhaberin des Ressorts für Fischerei und Landwirtschaft (neben Þórdís Kolbrún R. Gylfadóttir, der Ministerin für Tourismus, Industrie und Innovation) eine von zwei Ministerinnen im Ministerium für Wirtschaft und Innovation und hatte die Nachfolge von Gunnar Bragi Sveinsson angetreten. Viðreisn war an der neuen Regierungskoalition, die nach der vorgezogenen Wahl vom 28. Oktober 2017 am 30. November 2017 die Arbeit aufnahm, nicht mehr beteiligt, womit auch Þorgerður Katrín Gunnarsdóttir ihr Ministerium bereits wieder verloren hatte. Ihr Nachfolger als Minister für Fischerei und Landwirtschaft war Kristján Þór Júlíusson.
Im nach der Wahl 2024 gebildeten Kabinett Kristrún Frostadóttir ist Þorgerður Katrín Gunnarsdóttir seit dem 21. Dezember 2024 Außenministerin.

## Sport
Þorgerður Katrín Gunnarsdóttir, die mit dem Handballtrainer und ehemaligen Handballspieler Kristján Arason verheiratet ist, lief ein Mal für die isländische Handballnationalmannschaft auf. Auch ihr Sohn Gísli Þorgeir Kristjánsson ist Handballer; er spielt in der deutschen Handball-Bundesliga beim SC Magdeburg.